# Khanova škola
Khanova škola (anglicky také KhanAcademyCzech) je nezisková organizace zaměřená na vzdělání, spuštěná v květnu 2011. Nabízí více než 1 500 výukových videí publikovaných na Youtube, a to k různým tématům.

## V češtině a dalších jazycích
O Khan Academy projevují zájem uživatelé z celého světa, což vede ke vzniku jazykových mutací Khanových videolekcí, ať už na bázi titulkovaných videí, nebo videí přímo namluvených v jiné řeči. Khan Academy rozšiřování jazykové dostupnosti podporuje, cílem je přeložit minimálně tisíc klíčových videí k matematice a přírodním vědám do desíti nejpoužívanějších jazyků (arabština, bengálština, francouzština, indonéština, hindština, mandarínská čínština, němčina, portugalština, ruština, španělština).
Khan Academy je už přístupná ve více než 50 jazycích a má přes 150 milionů registrovaných uživatelů.
Khan Academy je dostupná i v češtině, a to zásluhou iniciativy skupiny dobrovolníků, kteří videa překládají od května 2011. V říjnu roku 2012 založili občanské sdružení Khanova škola s cílem přeložit obsah Khan Academy do češtiny. K únoru 2015 bylo přeloženo 2 600 videí, z toho 100 česky nadabovaných (některá nadaboval herec Saša Rašilov). Videa s českými titulky jsou dostupná na stránkách Khan Academy a na její české lokalizaci Khanova škola, kde je přeložena i část cvičení.